# 문화사
문화사(文化史, 영어: cultural history)는 다양한 시대와 지역의 정신, 문화적인 인간 활동의 연구와 그 기술이다. 문화사의 개념은 18세기에 거슬러 인류의 끊임없는 문화적인 발전이라는 계몽주의 (볼테르)의 신념에 근거한다. 문화 역사 요소는 가족, 언어, 풍습, 종교, 예술, 과학 등이다. 또한, 일상이라는 소재를 포함한 다양한 소재에 따라 서술된다.

## 같이 보기
- 세계사